# Maite Nkoana-Mashabane
Pour les articles homonymes, voir Nkoana.
Maite Emily Nkoana-Mashabane, née le 30 septembre 1963 à Ga-Makanye, est une femme politique sud-africaine. 
Membre du comité national exécutif du Congrès national africain (ANC), elle est ministre des Relations internationales et de la Coopération entre 2009 et 2018 puis ministre du Développement rural et de la Réforme territoriale de 2018 à 2019 et ministre à la Présidence pour les Femmes, la Jeunesse et les Personnes en situation de handicap du 31 mai 2019 au 6 mars 2023 .

## Biographie
Nkoana-Mashabane est née à Ga-Makanye, Limpopo en Afrique du Sud. Durant l'apartheid, elle était une activiste du Front Démocratique Uni (United Democratic Front). Elle fut nommée haut-commissaire sud-africaine auprès de l'Inde et de la Malaisie. Son précédent mari, Norman Mashabane, ambassadeur en Indonésie fut rappelé après avoir été accusé d'agression sexuelle. Il fut disculpé plus tard et décéda dans un accident de voiture en 2007. 
À son retour en Afrique du Sud, Nkoana-Mashabane devint membre du conseil exécutif du gouvernement local de la province de Limpopo. Elle y gagna de nombreux partisans grâce à ses efforts pour bannir la corruption des programmes de logement à bas prix.
Nkoana-Mashabane fut élue au comité exécutif national de l'ANC en décembre 2007. Elle obtint le moins de voix de tous les candidats, gagnant le 80e et dernier siège au comité avec 1337 vote.
Le président Jacob Zuma nomma Nkoana-Mashabane au poste de ministre des Relations internationales et de la Coopération (ex-affaires étrangères) le 9 mai 2009. Une controverse éclate sur cette nomination inhabituelle car Nkoana-Mashabane manquait apparemment d'expérience en matière de relations internationales. Jacob Zuma réplique en déclarant que « l'ANC connaissait les forces de ce camarade » et qu'elle était membre du comité national exécutif de l'ANC.
Le 28 février 2018, elle devient ministre du Développement rural et de la Réforme territoriale dans le gouvernement de Cyril Ramaphosa.

## Sources
- Short biography and picture
- Statement by President Jacob Zuma on the appointment of the new Cabinet (2009-05-10)